# Prestige MJM
Prestige MJM sp. z o.o. sp. k., wcześniej Prestige MJM sp. jawna – polska agencja koncertowa powstała 28 listopada 2008 roku. Założycielami są: Janusz Stefański, Marek Kurzawa oraz Mateusz Pawlicki. Siedziba spółki znajduje się w Ostrowie Wielkopolskim (wielkopolskie). Prestige MJM jest organizatorem koncertów, festiwali, wydarzeń sportowych, religijnych, kulturalnych, widowisk plenerowych i okolicznościowych na terenie całego kraju. Jedna z największych agencji koncertowych w Polsce i w Europie Środkowo-Wschodniej. Z Prestige MJM współpracują wszystkie największe agencje koncertowe świata. Według danych z marca 2021 roku agencja Prestige MJM zorganizowała 142 wydarzenia, w których uczestniczyło blisko półtora miliona osób.   

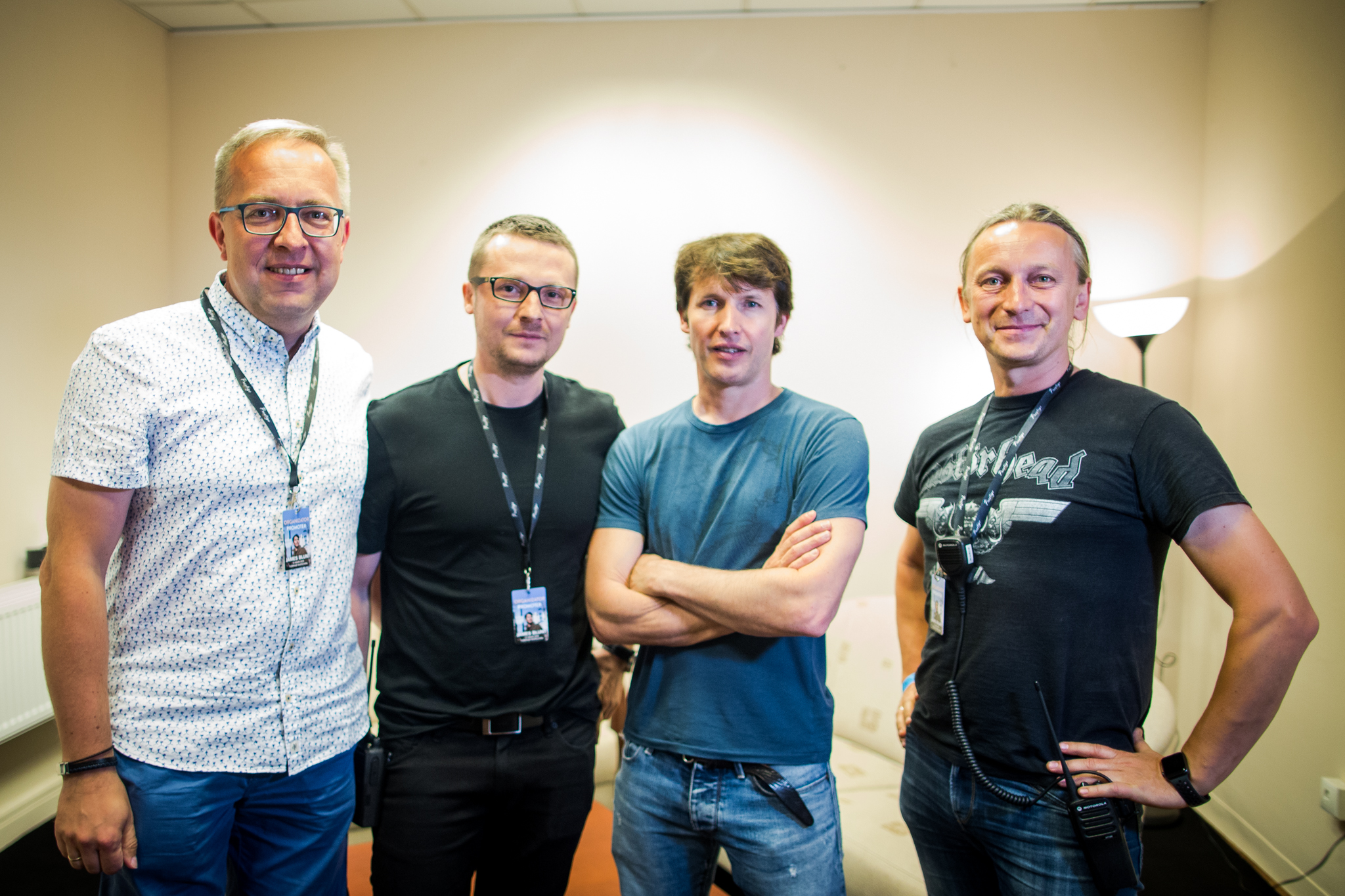
Współzałożyciele firmy w towarzystwie Jamesa Blunta. Od lewej: Janusz Stefański, Mateusz Pawlicki, James Blunt, Marek Kurzawa

## Historia
Agencja Prestige MJM powstała 28 listopada 2008 roku (data rejestracji w KRS, jako spółki jawnej). Firma została założona przez Janusza Stefańskiego, Marka Kurzawę i Mateusza Pawlickiego, którzy 17 maja 2008 roku zorganizowali dla Klubu Motorowego Ostrów Wielkopolski koncert Scorpions. W 2009 roku wspólnicy po podpisaniu umowy z Polskim Związkiem Motorowym otoczyli opieką promocyjno-marketingową żużlową reprezentację Polski. Wkrótce pozyskany został też dla niej pierwszy w historii sponsor (firma Nice Polska). Po raz pierwszy zorganizowane zostały gale sportu żużlowego oraz prezentacja reprezentacji Polski.
Innym sportowym przedsięwzięciem na początku działalności był Mecz Gwiazd Piłki Ręcznej z udziałem najlepszych szczypiornistów świata. Na spotkanie z Klubem Piłki Ręcznej Ostrovia Ostrów Wielkopolski, która obchodziła swoje stulecie, Prestige MJM sprowadziła HSV Handball Hamburg (w 2007 roku zdobywcę Pucharu Europy Zdobywców Pucharów). Mecz został rozegrany w hali Kalisz Arena.
W 2010 roku agencja zwróciła się ku branży muzycznej i do dzisiaj ten kierunek zdecydowanie przeważa w jej działalności. W tym samym roku zorganizowany został koncert pierwszej gwiazdy muzyki – Basi Trzetrzelewskiej. 13 listopada 2013 roku zadecydowano, że Prestige MJM będzie spółką komandytową.
Obecnie Prestige MJM jest jedną z największych agencji w kraju i w Europie Środkowo-Wschodniej. Agencji powierza się organizację największych wydarzeń w Polsce, m.in.: koncertu Jennifer Lopez z okazji muzycznego otwarcia stadionu PGE Arena w Gdańsku (2012), widowiska połączonego z koncertem Placido Domingo z okazji kanonizacji Papieża Jana Pawła II (2014), koncertów z okazji finału The Tall Ships Races w Szczecinie (2017) czy 100-lecia Uniwersytetu Poznańskiego (2019). Agencja Prestige MJM była także organizatorem obchodów jubileuszu 1050-lecia Chrztu Polski na stadionie Inea w Poznaniu. Uroczystości zgromadziły blisko 35.000 wiernych; składały się z kilku części – do najważniejszych należały: Msza Święta sprawowana pod przewodnictwem legata papieskiego oraz musical „Jesus Christ Superstar”.
Prestige MJM organizuje festiwale zarówno w ramach uzyskanych licencji – Jarocin Festiwal (w 2016 roku dzięki agencji Prestige MJM w Jarocinie podczas najstarszego polskiego festiwalu wystąpili m.in.: Slayer oraz The Prodigy; była to najmocniejsza obsada tego festiwalu w historii), jak również według własnej koncepcji – Music Power Explosion, Power Festival. Ponadto agencja z Ostrowa Wielkopolskiego jest organizatorem widowisk baletowych, a także koncertów gwiazd na eventach prywatnych.
Prestige MJM współpracuje z samorządami miejskimi (m.in.: Wrocław, Poznań, Łódź, Rybnik, Toruń, Tarnów, Szczecin, Gdańsk, Jarocin) i największymi arenami widowiskowymi w kraju. Przy każdym koncercie agencja zatrudnia od kilkudziesięciu do kilkuset osób, najwięcej, blisko 1.500 przy wydarzeniach stadionowych (koncert Justina Timberlake’a na PGE Arena Gdańsk w 2014 roku). Na koncertach z udziałem orkiestr i chórów na scenie występuje po kilkaset osób, najliczniejszy w tym zakresie – 1500 osób jednocześnie występujących na scenie – odnotowano przy wydarzeniu z okazji 1050-lecia Chrztu Polski na Stadionie Poznań.
Na zaproszenie Prestige MJM najczęściej w Polsce koncertowali: Scorpions (7), Rod Stewart (5), Il Divo (5), Andrea Bocelli (4), Il Volo (3). Podczas wydarzeń halowych organizowanych przez Prestige MJM frekwencja sięga kilkunastu tysięcy widzów: Justin Bieber w Krakowie w 2016 roku – 17.000. Największa publiczność bierze udział w koncertach stadionowych i plenerowych (Justin Timberlake – 42.000, Jarocin Festiwal 2016 – 39.000, Bon Jovi – 31.000, Avicii – 24.000, Jennifer Lopez – 23.000, Linkin Park – 20.000). Koncert Andrei Bocellego na Wałach Chrobrego z okazji finału The Tall Ships Races 2017 zgromadził według szacunków policji około 200 000 osób. Wydarzenie to uważane jest za trzeci co do wielkości koncert w historii Polski o największej publiczności (poza festiwalami). Wiele gwiazd agencja Prestige MJM zaprosiła do Polski po raz pierwszy: Jennifer Lopez, Bon Jovi, Justin Timberlake, Justin Bieber, Michael Bublé, Dave Matthews Band, Manowar, Avicii, Evanescence, Josh Groban, Nicki Minaj, a kilku wykonawców skutecznie w Polsce wypromowała: Il Divo, Il Volo, 2Cellos, Bel Suono. W historii agencji Prestige MJM nie brakowało także projektów specjalnych. Do takich zaliczyć można format Orcheston (historia muzyki elektronicznej w symfonicznych aranżacjach; projekt zrealizowany we współpracy z Gromee – polskim producentem muzycznym i DJ-em), czy też koncert Preisner’s Music z okazji jubileuszu 40-lecia pracy artystycznej wybitnego polskiego kompozytora Zbigniewa Preisnera. Agencja Prestige MJM organizowała również koncerty na zamówienie telewizji (m.in.: Wigilijna Tytka, czyli koncerty kolęd, które następnie emitowane były w Telewizji Polskiej w Boże Narodzenie).
W 2021 roku agencja Prestige MJM podpisała umowę o współpracy z Budką Suflera w celu organizacji wydarzenia muzycznego.
Agencja od początku istnienia podejmuje współpracę sponsorską z następującymi firmami i markami: T-Mobile, Kulczyk Investments, Lotos, Nice, Lotto, Coca-Cola, Fiat, Deutsche Bank, Kompania Piwowarska, EDF, a także Bukovina Resort. 

## Zarząd
W skład zarządu wchodzą:
- Janusz Stefański – Członek Zarządu Komplementariusza
- Marek Kurzawa – Członek Zarządu Komplementariusza
- Mateusz Pawlicki – Członek Zarządu Komplementariusza

## Galeria

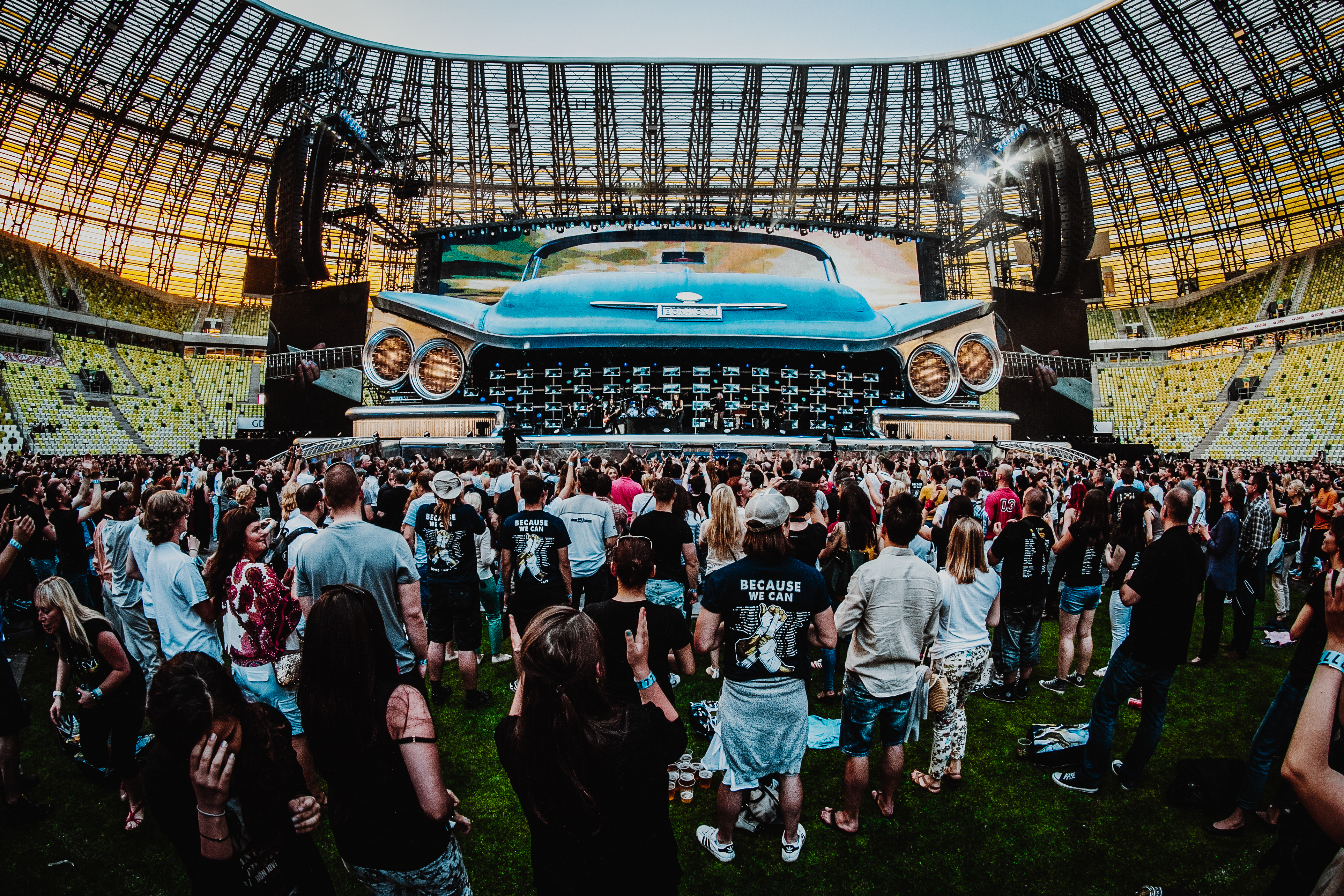
Koncert zespołu Bon Jovi na PGE Arenie Gdańsk, 19 czerwca 2013 roku
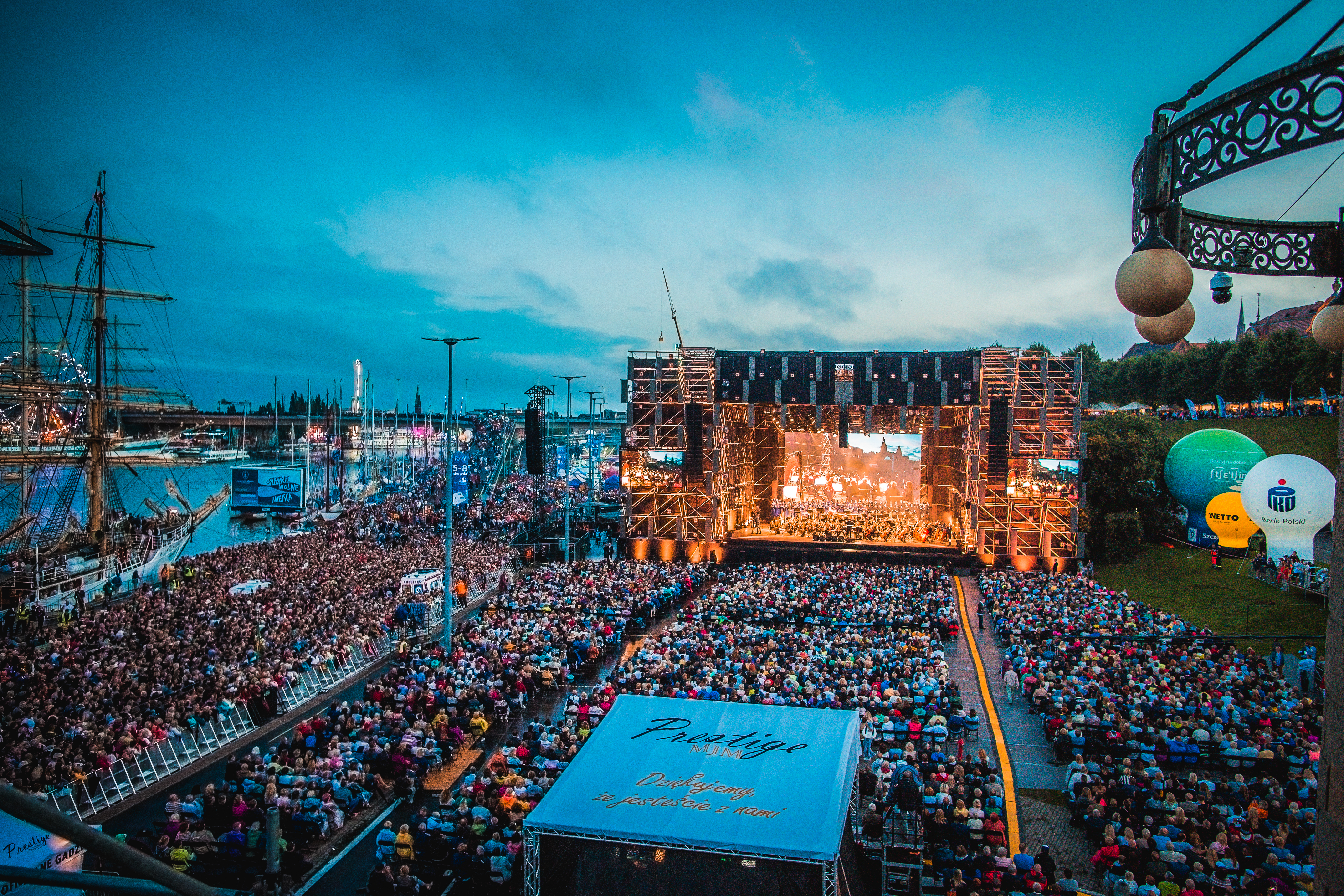
Koncert Andrei Bocellego, The Tall Ships Races w Szczecinie,  5 sierpnia 2017 roku
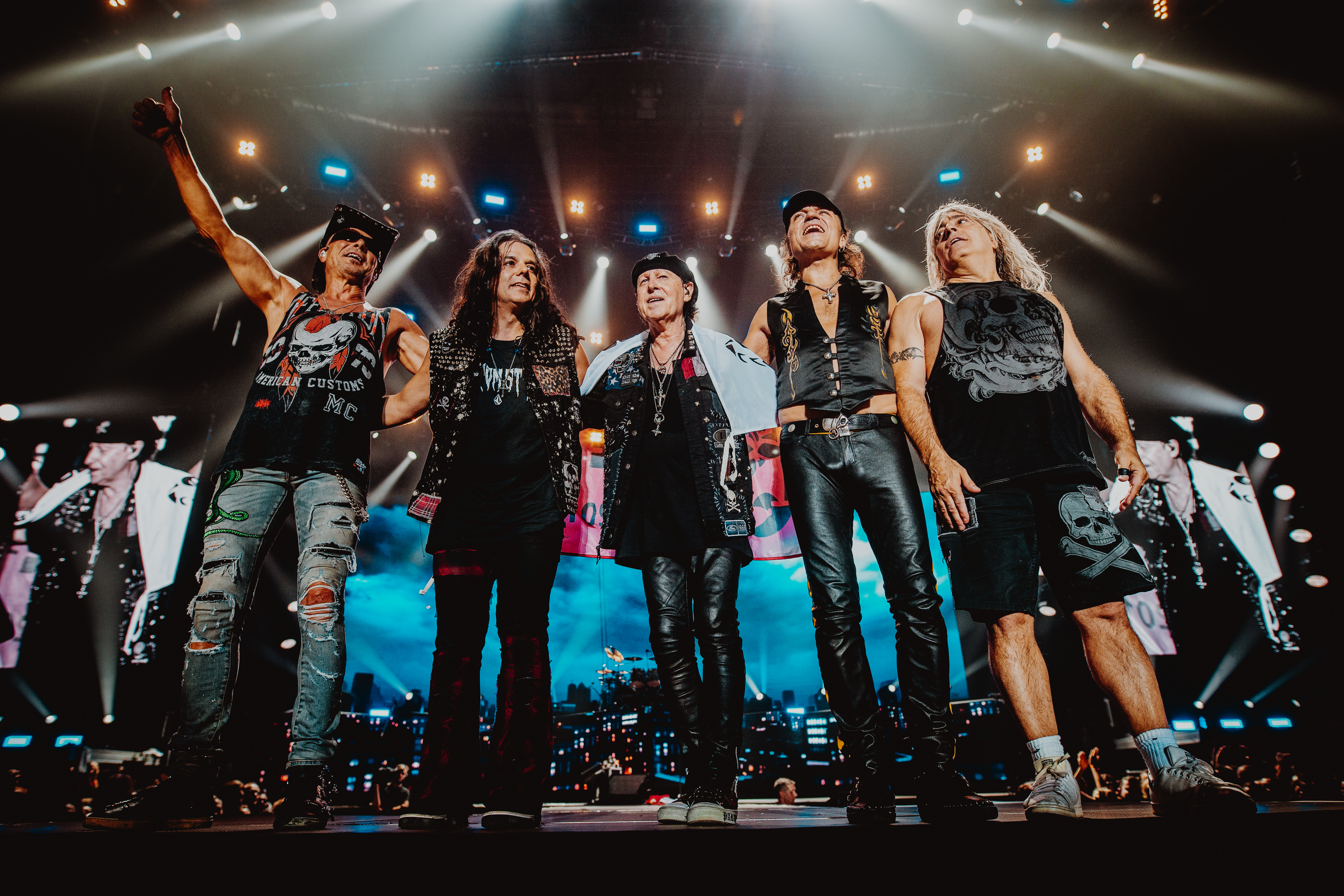
Koncert zespołu Scorpions w Arenie Gliwice, 21 lipca 2019 roku